# Jacob Verdam
Jacob Verdam (Amsterdam, 22 januari 1845 - 19 juli 1919) was een Nederlandse hoogleraar in de Nederlandse taal en het Middelnederlands aan de Rijksuniversiteit Leiden.

## Loopbaan
Verdam werd in 1865 student aan de Leidse universiteit. Door zijn bijzondere gaven op het gebied van de taal- en letterkunde en zijn studiezin werd hij in 1869, vóór zijn promotie, benoemd tot leraar aan het gymnasium te Leiden. In 1872 verwierf hij het doctoraat in de letteren en zes jaar daarna verwisselde hij het leraarsvak voor een leerstoel aan de Universiteit van Amsterdam. Zijn inaugurele rede was een verhandeling over De wetenschappelijke beoefening der Nederlandse taal in verband met het nieuwe doctoraat. In 1891 werd hij benoemd aan de Rijksuniversiteit Leiden.
Verdam schreef verschillende werken, waaronder het Middelnederlandsch Woordenboek, dat de gehele taalschat bevatte van de middeleeuwen, met de betekenis van de woorden naar historische volgorde, woorden in tal van dialecten, wetenschappelijke termen, de platte taal van de klucht, het verhevene als het "niet-verstaanbare". Kortom, dit werk, in verschillende delen van grote omvang, was een codex van grote waarde. Verder verschenen van zijn hand Uitgaven van middeleeuwse texten, Episodes uit Jacob van Maerlants Historie van Troyen, Spiegel der Sonden (1901-1902), De geschiedenis der Nederlandsche taal, in hoofdtrekken geschetst (1890) en tal van verhandelingen, studies en tijdschriftartikelen. Verdam was lid van de Koninklijke Nederlandse Akademie van Wetenschappen.
- Bibliothèque nationale de France: cb12447178v (data)
- Biografisch Portaal: 47874414
- Digitale Bibliotheek voor de Nederlandse Letteren: verd003
- Gemeinsame Normdatei: 117370827
- International Standard Name Identifier: 0000 0001 1060 7277
- Library of Congress Control Number: n84126406
- Nationale Bibliotheek van Letland: 000023388
- Nationale Bibliotheek van Israël: 987007443910805171
- Nederlandse Thesaurus van Auteursnamen: 068409796
- Système universitaire de documentation: 08129218X
- Trove: 1111191
- Virtual International Authority File: 46855175
- WorldCat: E39PBJhMkghG8CCTCf69HCcpT3